# Serpente d'acciaio
Serpente d'Acciaio è il nome di due personaggi dei fumetti Marvel Comics.

## Storia editoriale
Il primo Serpente d'Acciaio, con nome sconosciuto, è apparso in The Deadly Hands of Kung Fu #10 (1974) ed è stato creato da Tony Isabella e Frank McLaughlin.
Il secondo Serpente d'acciaio, Davos, ha debuttato in Iron Fist # 1 (1975) ed è stato creato da Chris Claremont e John Byrne.

## Biografia del personaggio
Il Serpente d'Acciaio è un nativo di K'un-L'un di nome Davos, figlio di Lei Kung il Tonante. Un talentuoso studente di arti marziali, Davos ha guadagnato la possibilità di raggiungere la potenza del Pugno d'Acciaio (Iron Fist), ma non è riuscito a sconfiggere il drago Shou-Lao e tornò a K'un L'un in disgrazia. Vergognandosi del suo fallimento e geloso del successivo successo di Daniel Rand, ha cercato di uccidere il nuovo Iron Fist, ma è stato scoperto ed esiliato. Anni dopo, Davos ha rintracciato Iron Fist a New York e ha rubato il suo potere, fino a quando non l'ha consumato e Iron Fist l'ha assorbito di nuovo in se stesso.

## Poteri e abilità
Il Serpente d'Acciaio è un maestro di arti marziali di K'un-Lun e le sue abilità rivaleggiano con quelle dell'Iron Fist (Daniel Rand-K'ai) e ha più volte battuto Daniel in combattimento, anche se di solito con l'elemento sorpresa dalla sua parte. È molto forte, veloce, agile, e con riflessi fulminei. Si è dimostrato in grado di drenare il potere dell'iron fist (le energie di Shou-Lao) da chi l'impugna premendo il suo tatuaggio del serpente contro il tatuaggio del drago del possessore. In almeno un'occasione ha mantenuto una parte del potere di Shou-Lao dopo che il possessore precedente dell'Iron Fist ha recuperato il suo potere.

## Altri media

### Televisione
- Il personaggio compare nella serie Iron Fist, dove è interpretato da Sacha Dhawan. Nella prima stagione il personaggio tenta di convincere, invano, l'Immortale Iron Fist a fare ritorno a K'un-Lun, così da proteggere le proprie mura da eventuali e futuri attacchi della Mano. Nella seconda stagione Davos (Serpente d'acciaio) stringe un'alleanza con Joy Meachum al fine di vendicarsi di Danny Rand, sottrargli il potere dell'Iron Fist e completare il rituale che gli permetterà di divenire il Serpente d'acciaio.

### Videogiochi
- Compare come boss e come personaggio giocabile in LEGO Marvel Super Heroes 2.[5]